# Santino Stillitano
Santino Stillitano (Saronno, 26 giugno 1969) è un hockeista su slittino italiano.

## Carriera
Nonostante l'agenesia alla gamba destra, da ragazzo praticava atletica leggera e calcio coi coetanei normodotati.
Ha iniziato a praticare l'hockey su slittino nel 2006, dopo i giochi paralimpici di Torino, con l'Armata Brancaleone Varese.
Già nel 2007 è entrato nel giro della nazionale italiana.
Con gli azzurri ha preso parte a quattro edizioni dei giochi paralimpici invernali (Vancouver 2010, Sochi 2014, Pyeongchang 2018 e Pechino 2022, dov'era l'atleta più anziano della spedizione azzurra) e a nove dei mondiali, oltre ad aver vinto due medaglie europee: oro nel 2011 e argento nel 2016.
Alla sua decima presenza ai mondiali, Moose Jaw 2023, Stillitano ha fatto registrare la miglior percentuale di parate, tanto da essere premiato quale miglior portiere del torneo.

## Palmarès

### Nazionale
- 1 Campionato europeo di hockey su slittino:
  - Sollefteå 2011
- 1 Campionato europeo di hockey su slittino:
  - Östersund 2016